# دروع الفضاء
دروع الفضاء مسلسل رسوم متحركة أمريكي عرض لأول مره في 11 سبتمبر 1993 واستمر عرضه حتى 3 نوفمبر 1994 تمت دبلجة المسلسل للغة العربية وعرض على قناة ام بي سي 3 .

## روابط خارجية
- دروع الفضاء على موقع IMDb (الإنجليزية)
- دروع الفضاء على موقع كينوبويسك (الروسية)
- دروع الفضاء على موقع قاعدة بيانات الفيلم (الإنجليزية)